# Takamaka
Takamaka è uno dei 26 distretti delle Seychelles. Con un'estensione di 13,8 km2, il distretto comprende la parte più meridionale dell'isola di Mahé - la più grande dell'arcipelago africano - e ospita una popolazione complessiva di 2 589 abitanti (censimento del 2002). 
Il villaggio di Takamaka è il capoluogo di regione. Agricoltura, pesca e turismo sono le attività economiche prevalenti.